# Veratrum oxysepalum
Veratrum oxysepalum là một loài thực vật có hoa trong họ Melanthiaceae. Loài này được Turcz. miêu tả khoa học đầu tiên năm 1840.